# Nudi alla meta
Nudi alla meta (I'm All Right Jack) è un film del 1959 diretto da John Boulting.
Si tratta di una parodia della vita industriale britannica negli anni cinquanta. Sindacalisti, lavoratori e padroni vengono tutti rappresentati come incompetenti o corrotti. Il film è una delle numerose satire realizzate dai fratelli John e Roy Boulting tra il 1956 e il 1963.
È il sequel del film del 1956 Operazione fifa (Private's Progress) e Ian Carmichael, Dennis Price, Richard Attenborough, Terry-Thomas e Miles Malleson riprendono i loro personaggi. Peter Sellers interpreta uno dei suoi ruoli più conosciuti, il sindacalista Fred Kite, per il quale vinse il premio BAFTA Best Actor Award.
Il film fu doppiato in occasione della sua uscita nei cinema italiani, ma tale versione non risulta reperibile.

## Trama
Stanley Windrush chiacchiera con suo padre al campo per nudisti di Sunnyglades ed è convinto a cercare un lavoro come dirigente d'azienda: Ha un colloquio presso l'azienda "Detto" che produce detersivi ma facendo un'impressione molto sfavorevole non riesce a ottenere il lavoro. Successivamente fa un altro colloquio presso "Num-Yum", una fabbrica che produce torte. Anche se hanno un buon sapore, il processo di preparazione delle torte è molto inquietante. Un eccesso di campioni lo fa cadere ammalato in una grande ciotola del prodotto. Ancora una volta non riesce a ottenere il lavoro. L'agente del collocamento scrive a Windrush che dopo aver sostenuto 11 colloqui in 10 giorni e aver dato un'impressione straordinariamente insignificante di sé stesso; il mondo dell'industria non fa per lui.
Suo zio, Bertram Tracepurcel e il suo vecchio compagno dell'esercito, Sidney DeVere Cox, convincono Windrush ad accettare un lavoro da operaio non qualificato presso la fabbrica di missili di Tracepurcel, "Missiles Ltd". Inizialmente sospettoso di Windrush come nuovo arrivato troppo ansioso, il sindacalista comunista Fred Kite chiede che Stanley venga licenziato perché non ha una tessera sindacale.
Tuttavia, dopo un periodo di affiancamento, Fred prende Stanley sotto la sua ala protettrice e si offre persino di accoglierlo come inquilino. Quando la formosa figlia di Kite, Cynthia, passa di lì, Stanley accetta prontamente.
Nel frattempo, il responsabile del personale, il maggiore Hitchcock, riceve un esperto di efficienza del personale, Waters, per misurare l'efficienza dei suoi dipendenti. I lavoratori si rifiutano di collaborare, ma Waters convince Windrush a mostrargli quanto più velocemente può fare il suo lavoro con il suo carrello elevatore rispetto ad altri dipendenti più esperti. Quando Kite viene informato dei risultati, convoca uno sciopero per proteggere le tariffe pagate dai suoi lavoratori sindacali. Questo è ciò che vogliono Cox e Tracepurcel: Cox possiede una società che può rilevare un nuovo grande contratto con un Paese del Medio Oriente a un costo gonfiato. Lui, Tracepurcel e un certo Mr. Mohammed, il rappresentante del Paese, intascherebbero ciascuno un terzo della differenza di £ 100,000. La scusa per il governo estero è che un contratto più veloce costa di più.
Il sindacato si riunisce e decide di punire Windrush trasferendolo a Coventry e lui ne viene informato per iscritto. La ricca zia di Stanley fa visita alla famiglia Kite. La signora Kite decide di scioperare. Le cose non funzionano per nessuna delle due parti. Cox arriva nella sua fabbrica, "Union Jack Foundries", e scopre che i suoi lavoratori stanno uscendo per uno sciopero solidale. La stampa riporta che Kite sta punendo Windrush per avere lavorato troppo sodo. Quando Windrush decide di passare il picchetto e tornare al lavoro (e rivela il suo legame con il proprietario dell'azienda), Kite gli chiede di lasciare la sua casa. Questo provoca lo scontento di Cynthia e di sua madre che iniziano a scioperare anche loro. Altri scioperi scaturiscono, portando il Paese a una battuta d'arresto.
Di fronte a questi nuovi sviluppi, Tracepurcel non ha altra scelta che mandare Hitchcock a negoziare con Kite. Raggiungono un accordo ma Windrush ha messo in cattiva luce entrambe le parti e deve andarsene.
Cox cerca di corrompere Windrush offrendogli un sacco di soldi per dimettersi, ma Windrush rifiuta. In un programma televisivo condotto da Malcolm Muggeridge, Windrush rivela alla nazione le motivazioni subdole di tutti gli interessati. Quando lancia in aria i soldi della tangente di Cox, il pubblico in studio si ribella indignato.
Alla fine, Windrush viene accusato di aver causato disordini. Viene visto l'ultima volta con suo padre che si rilassa in una colonia di nudisti, solo per dover fuggire dalle attenzioni delle residenti femminili. A differenza della scena iniziale, questa volta è nudo.

## Accoglienza
Il film fu un grosso successo nel Regno Unito, risultando il film britannico più visto dell'anno. Fu il secondo film britannico più redditizio quell'anno dopo Carry On Nurse e contribuì a mandare in attivo la British Lion dopo due anni di perdite.
Nel 1960 Peter Sellers vinse il premio BAFTA come miglior attore inglese, e la sceneggiatura del film fu premiata nella categoria BAFTA Award for Best British Screenplay.
Bosley Crowther del The New York Times definì il film "la commedia più brillante e vivace vista quest'anno."
Sull'aggregatore di recensioni Rotten Tomatoes il film ha un indice di gradimento del 88% basato su 8 recensioni, da parte di critici cinematografici professionisti.

## Riconoscimenti
- 1960 - British Academy of Film and Television Arts
  - Miglior attore inglese a Peter Sellers
  - Miglior sceneggiatura inglese a Frank Harvey, John Boulting, Alan Hackney